# Alexandra Popp
Alexandra Popp (Witten, 6 april 1991) is een Duits  voetbalster die als middenvelder voor  VfL Wolfsburg speelt. 

## Clubcarrière
Popp begon in de jeugd bij FC Silschede, waar ze in een gemixt team tussen de jongens voetbalde. Daarna voetbalde ze nog even bij 1. FFC Recklinghausen, om daarna in 2008 naar FCR 2001 Duisburg te gaan, dat uit komt in de  Bundesliga. Ze maakte daar in september 2008 haar debuut. Ze won in haar eerste jaar de UEFA Women's Cup 2008/09 en de Duitse beker. Popp werd dat jaar tevens 2e in het klassement voor het grootste talent. Het seizoen daarna eindigde ze als 2e in de competitie en won ze weer de Duitse beker. In het seizoen 2010/11 speelde Popp voornamelijk als linksback, door de vele blessures in het elftal.
 In 2012 vertrok Popp naar VfL Wolfsburg. Daar won ze gelijk de competitie, de beker & de UEFA Women's Champions League 2012/13.

## Interlandcarrière
Popp voetbalde voor meerdere Duitse jeugdelftallen. In februari 2010 maakte zij haar debuut in het Duitse vrouwenelftal tegen Noord-Korea. 2 Weken later maakte ze haar eerste interlanddoelpunt op Algarve Cup tegen Finland. Popp nam deel aan 3 wereldkampioenschappen: het Wereldkampioenschap voetbal vrouwen 2011, het Wereldkampioenschap voetbal vrouwen 2015 & het Wereldkampioenschap voetbal vrouwen 2019, waarin Popp tevens aanvoerster was. Popp won met de Duitse ploeg olympisch goud tijdens de Olympische Zomerspelen 2016.
In 2024 nam ze in een vriendschappelijke wedstrijd tegen Australië afscheid als international van Duitsland.